# Calambrone
Calambrone è una frazione del comune italiano di Pisa, in Toscana.
La frazione confina a nord con Tirrenia e a sud con il comune di Livorno, sul Mar Ligure. Tuttavia il termine viene utilizzato anche per indicare le aree a nord del comune di Livorno, oggi a carattere strettamente portuale, dove si trova infatti la stazione ferroviaria di Livorno Calambrone.
Alcuni storici ritengono che il termine "Calambrone" derivi da una contrazione della denominazione più classica della zona: Cala Labronis, cioè cala di Labrone, riferita all'esistenza di un presunto tempio nelle colline vicine dedicato ad "Ercole Labrone", altri invece ritengono che derivi da sostantivo con radici etrusche latinizzato in labrum cioè riva del mare.

## Storia

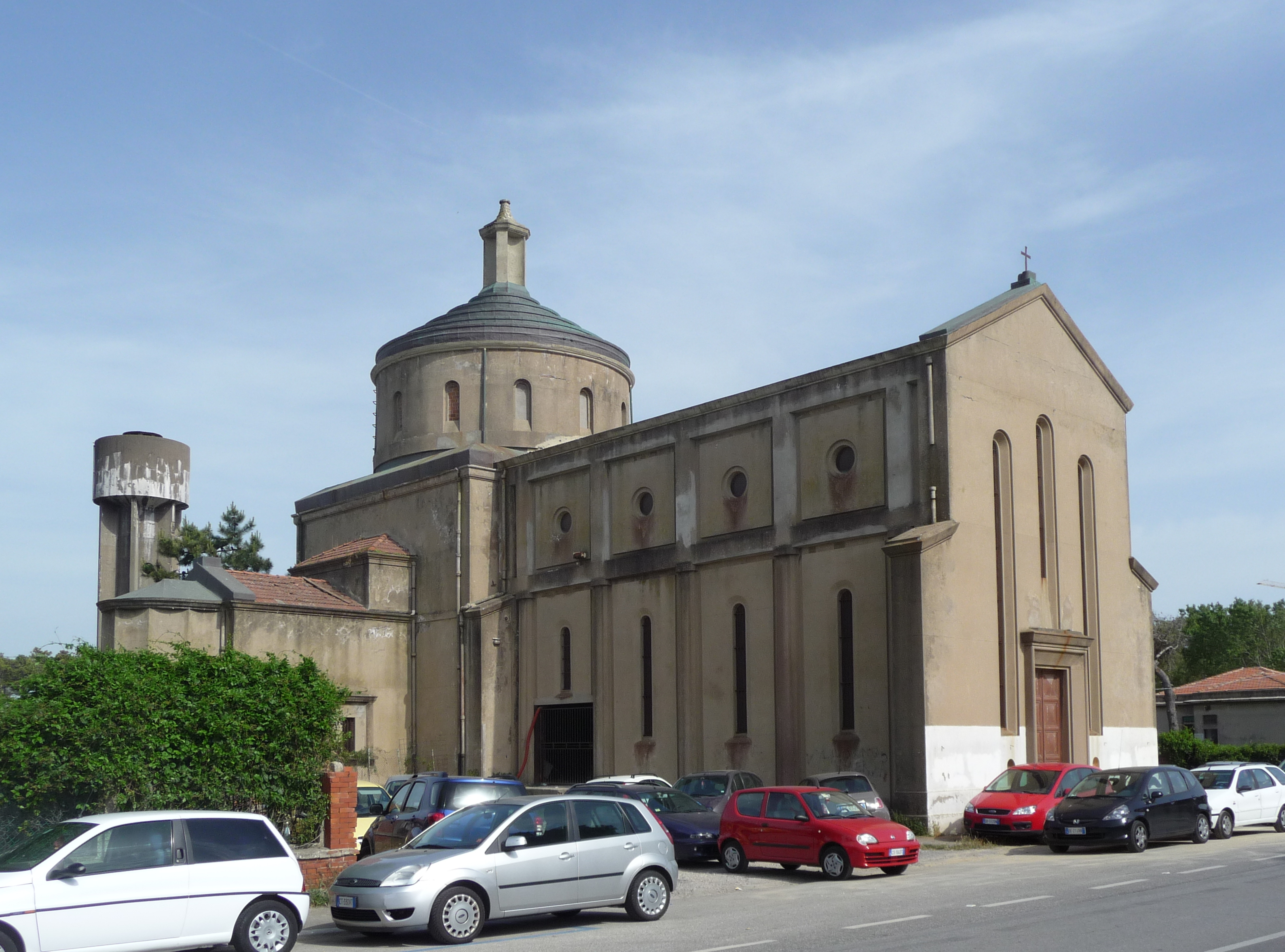
Chiesa di Santa Rosa, costruita su progetto di Venturi

L'area di Calambrone, in epoca medioevale, era grossomodo identificabile con la vasta insenatura di Porto Pisano, il grande scalo marittimo della Repubblica di Pisa.
Col tramonto della Repubblica e il successivo interramento di Porto Pisano, Calambrone, con l'intero territorio compreso tra Pisa e Livorno, divenne una grande palude scarsamente popolata, dalla quale emergevano i resti delle antiche fortificazioni pisane (come la Torre del Magnale).
Fino ai primi anni del XX secolo la costa del Calambrone era suddivisa tra le amministrazioni comunali di Pisa, Livorno e Collesalvetti, ma successivamente, per favorire lo sviluppo del porto di Livorno, i confini del comune di Collesalvetti furono spostati nell'entroterra, verso l'abitato di Stagno e l'amministrazione livornese ottenne l'intera fascia compresa tra la foce del torrente Ugione e il Fosso Reale (attuale Scolmatore dell'Arno).

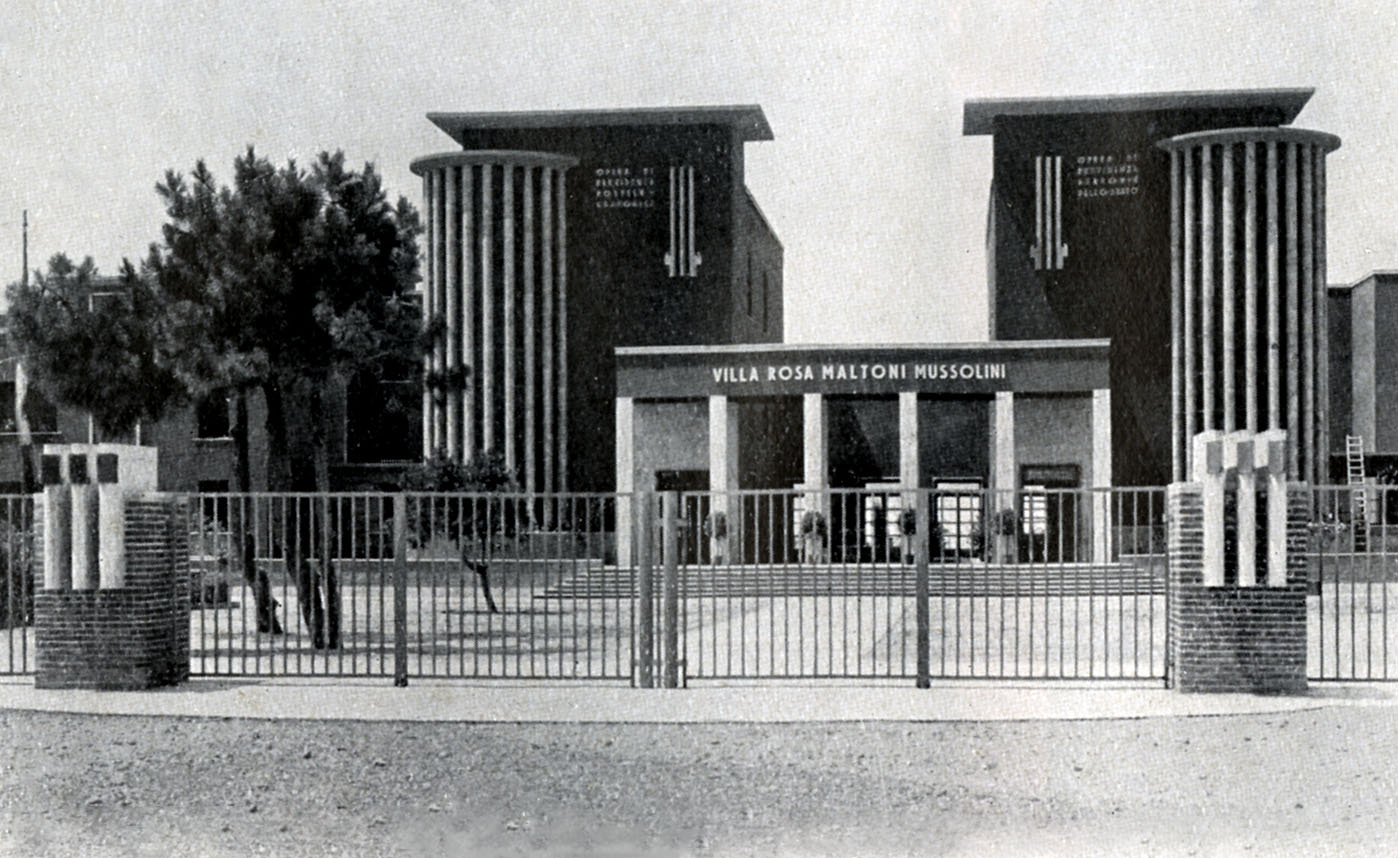
Villa Rosa Maltoni Mussolini in una foto del 1938

La fondazione di un vero e proprio nucleo urbano nella zona di Calambrone risale tuttavia agli anni trenta, quando, nel comune di Pisa, furono innalzate dal governo fascista numerose colonie estive parallelamente alla fondazione del nuovo abitato di Tirrenia; una linea ferroviaria, oggi scomparsa, collegava Calambrone e le altre località del litorale alle città di Pisa e Livorno.
Fu così che il termine "Calambrone", sino allora utilizzato per identificare il tratto di costa compreso tra le aree portuali livornesi e il litorale pisano, divenne ufficialmente il nome della nuova località.
Nella seconda metà del Novecento, con la lenta dismissione delle colonie, la zona, scarsamente popolata, andò incontro ad un complessivo degrado.
Nonostante la presenza del Parco naturale di Migliarino, San Rossore, Massaciuccoli, dai primi anni del 2000 Calambrone ha conosciuto una fase di forte espansione; è in corso d'esecuzione un progetto, sostenuto dalle province di Pisa e Livorno, che prevede la costruzione di un ampio abitato che, dovrebbe servire una popolazione residente di circa 1.800 persone (oltre alle 1.200 che risiederanno nelle ex colonie una volta completati tutti i restauri), composto di palazzine, negozi e supermercati per il rilancio della zona.
Si prevede inoltre un deciso incremento delle strutture legate alla ricezione turistica pressoché assenti fino a poco tempo fa.
Al 2010 si registra inoltre la proposta di realizzazione di un parco giochi ispirato ai maggiori parchi a temi italiani a poca distanza dall'oasi naturale WWF Bosco di Cornacchiaia; tuttavia, ad oggi, la proposta, da alcuni fortemente contestata, non risulta ancora approvata dalle autorità competenti.
Oltre a ciò, l'urbanizzazione ha suscitato le proteste delle associazioni ambientaliste, che hanno denunciato l'abbattimento di ampie porzioni di pineta per far posto a parcheggi e nuove costruzioni e la cementificazione del litorale.

## Le colonie

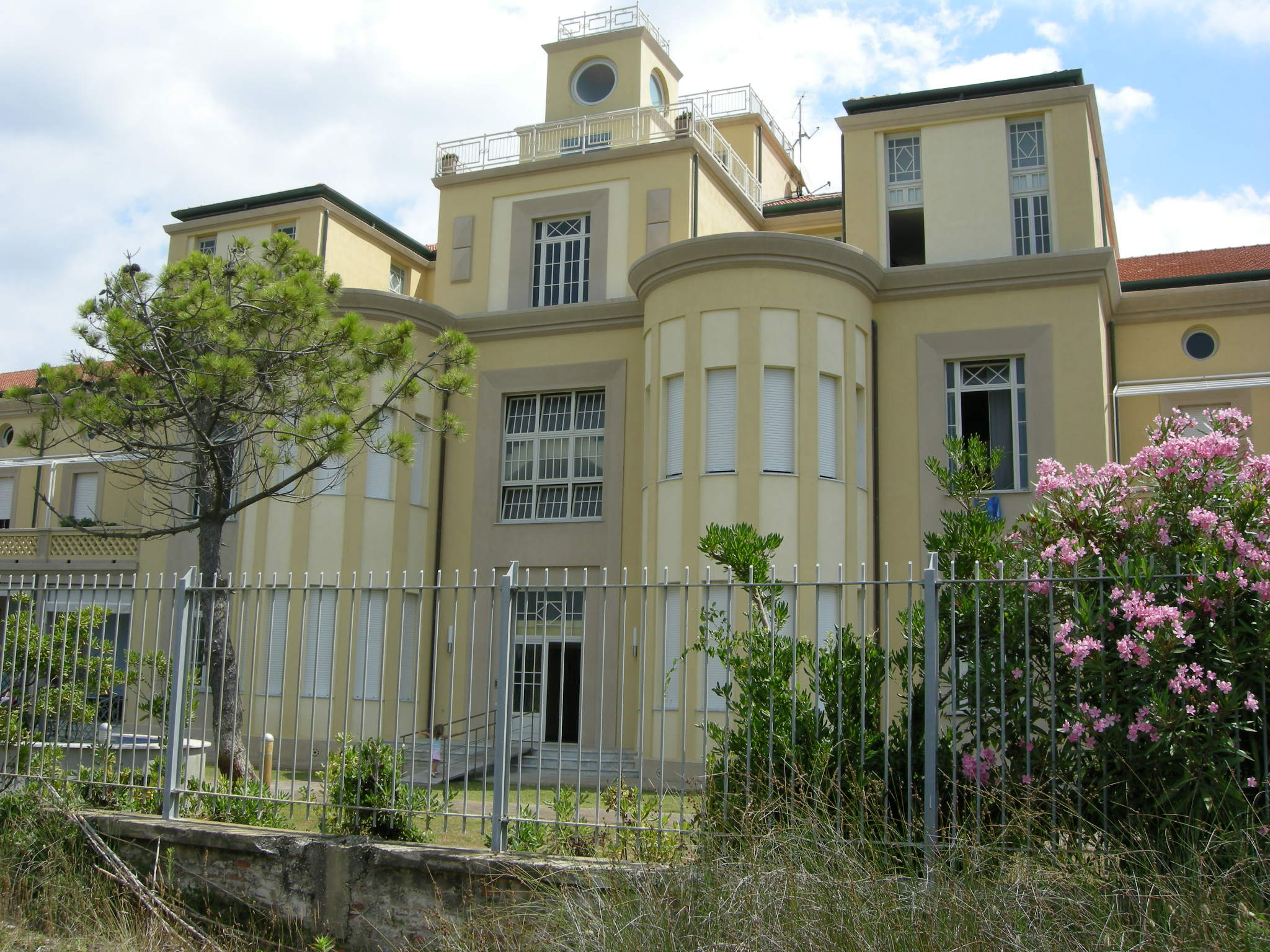
La colonia Regina Elena restaurata

Le ex colonie estive, costruite in epoca fascista, costituiscono le principali testimonianze architettoniche della zona: in esse si riflettono i modelli del Razionalismo italiano, soprattutto nella Colonia Rosa Maltoni Mussolini, opera di Angiolo Mazzoni e recentemente riportata agli antichi splendori.
- Colonia Firenze: la prima costruita a Calambrone (1931-1932) è composta da una serie di padiglioni disposti "a pettine" perpendicolari al litorale e raccordati da un corpo longitudinale a est.
- Colonia Principi di Piemonte: progettata da Paolo Baldi Papini e costruita tra il 1932 ed il 1933, fu abbandonata nel 1974 e recuperata pochi anni fa. Di matrice classicheggiante, è composta da due padiglioni autonomi collegati tra loro mediante un corridoio porticato.
- Colonia Vittorio Emanuele II: realizzata tra il 1934 e il 1938, fu progettata dall'ingegner Steffanon. Presenta una planimetria fortemente simbolica.
- Colonia dei Fasci Italiani all'Estero: costruita tra il 1934 ed il 1935 su progetto di Giulio Pediconi e Mario Paniconi, è costituita da numerosi padiglioni collegati tra loro mediante passaggi coperti e porticati.
- Colonia Rosa Maltoni Mussolini: immortalata nelle scene iniziali del film Tutti a casa, è costituita da diversi corpi di fabbrica e fu progettata dal celebre Angiolo Mazzoni. La colonia, la più interessante della località, presenta temi riconducibili all'architettura futurista e metafisica. Rosa Maltoni era la madre di Benito Mussolini e proprio per questo la planimetria ricorda una madre nell'atto di abbracciare il proprio figlio.
- Colonia Regina Elena: disegnata da Ghino Venturi per conto degli Spedali Riuniti di Livorno (progettati dallo stesso Venturi), rimandano al linguaggio architettonico d'impostazione monumentale tipico di Marcello Piacentini. All'inizio del XXI secolo è stata trasformata in un villaggio vacanza dopo anni di soggiorni di vacanza da parte dei ragazzi. I ragazzi che si recavano in questa colonia furono per la maggior parte provenienti dal Trentino; solo il 5 per cento erano ragazzi locali, provenienti da Pisa e Livorno.

## Sport
Calambrone è anche noto per la sua esposizione ai venti e al moto ondoso che lo rendono un punto di ritrovo per gli appassionati di windsurf; vi si trovano inoltre gli amanti del beach tennis.
È presente anche una ampia zona dedicata al kitesurf e alcuni spot per surf e body surf.